# Langues ouïghoures
Les langues ouïghoures ou turc commun sud-oriental (également karluk ou qarluq), constituent une des six branches principales des langues turciques.

## Présentation
Ce groupe est aussi un acteur important dans le développement des langues turques par le biais du moyen turcique, puisqu'il est directement lié aux langues parlées dans les entités politiques tels que le Khanat des Qarakhanides, le Khanat de Djaghataï ou le Khanat de Yarkand. Plus tard c'est la langue ouzbèque qui deviendra la langue du Boukhara, du Khiva et du Kokand.
| Proto-turcique | Turcique commun | Turcique commun de Sud-Est (Langues ouïghoures) | Ouest | Ouest | - Ouzbek - Ouzbek du Sud |
| Proto-turcique | Turcique commun | Turcique commun de Sud-Est (Langues ouïghoures) | Est   | Est   | - Ouïghour - Lop (parfois considéré comme un dialecte du ouïghour) - Salar(anciennement inclus, langue oghouze) - Tchaghataï (éteint) - Äynou(parfois inclus) - Ili Turki |